# Germain Pilon

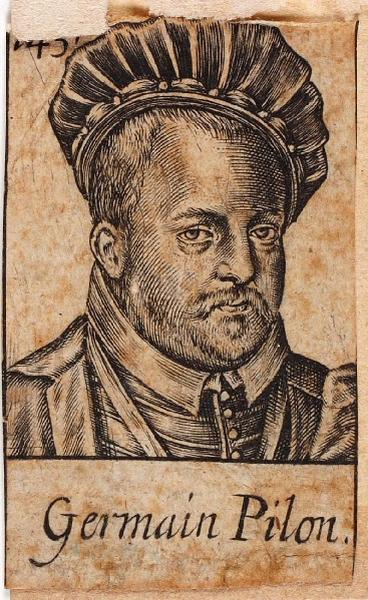
Germain Pilon.

Germain Pilon, född omkring 1535 i Paris, död 1590 i Paris, var en fransk bildhuggare.
Pilon kom under 1550-talet till Paris, där han blev gynnad av Katarina av Medici. I Loué, nära Le Mans, hade han dessförinnan utfört många verk. Dessa förstördes i franska revolutionen; och det hade nog gått på samma sätt med hans arbeten i Paris och dess omnejd, om inte franske arkeologen Alexandre Lenoir 1790 med fara för sitt liv räddat dem och många andra nationella konstverk genom anläggandet av Musée des monuments français, varifrån de sedermera gått till samlingarna i Louvren. Genom dem känner man Pilons stil. 
Han var, liksom sin store samtida Jean Goujon, beroende av den riktning, som först infördes i Frankrike av målaren Francesco Primaticcio, vars långsträckta proportioner i figurerna blev härskande inom den franska konsten; men detta inflytande framträdde hos Pilon mycket starkare och ensidigare, och han var mycket mera maniererad än Goujon. Bevis därpå är hans berömda marmorgrupp De tre gracerna (i Louvren). I Louvren förvaras flera andra arbeten av honom, som De fyra kardinaldygderna, långdragna figurer i trä, vidare flera reliefer, bland vilka en i brons, Kristus som död, begråten av de sina, utmärks av ädel stil, samt flera goda byster av Henrik II, Karl IX och av Henrik III som barn. 
Pilons huvudarbete är dock gravmonumentet över Henrik II och Katarina av Medici, upprättat av den senare i Saint Denis efter hennes gemåls död (utfört 1564–1583). Här visar sig tydligt en omkastning i stilen från det maniererade och strävt naturalistiska till en mera stilfull och idealiserande behandling av formerna. Märkvärdiga är särskilt den klara anordningen och enkla behandlingen av reliefen, egenskaper, som tillhörde den tidens franska bildhuggarkonst.